# Sx Tape
Sx_Tape (bra Sx_Tape) , também estilizado como SX_TAPE e sxtape, é um filme de terror erótico norte-americano de 2013, dirigido, editado e fotografado por Bernard Rose.

## Sinopse
Um casal de namorados grava um vídeo íntimo em uma mansão abandonada. Mas logo os dois descobrem que estranhos fenômenos acontecem neste local que transformam a aventura deles em uma luta pela sobrevivência.

## Elenco
- Caitlyn Folley ... Jill
- Ian Duncan ... Adam
- Chris Coy ... Bobby
- Diana Garcia ... Ellie
- Julie Marcus ... Colette McLeod
- Daniel Faraldo ... Doutor
- Eric Neil Gutierrez ... Detetive